# California (Pennsylvania)
California ist eine Gemeinde (borough) im Washington County im US-Bundesstaat Pennsylvania und liegt am Monongahela River. Das U.S. Census Bureau hat bei der Volkszählung 2020 eine Einwohnerzahl von 5.362 ermittelt. Sie ist Teil der Metropolregion Pittsburgh.

## Geschichte
Das 1849 gegründete Borough wurde nach dem Territorium von Kalifornien während des Goldrausches benannt.

## Demografie
Nach einer Schätzung von 2019 leben in California 6276 Menschen. Die Bevölkerung teilt sich im selben Jahr auf in 88,6 % Weiße, 6,5 % Afroamerikaner, 0,2 % amerikanische Ureinwohner, 0,7 % Asiaten und 3,9 % mit zwei oder mehr Ethnizitäten. Hispanics oder Latinos aller Ethnien machten 3,2 % der Bevölkerung aus. Das mittlere Haushaltseinkommen lag bei 37.091 US-Dollar und die Armutsquote bei 22,2 %.

## Bildung
Die California University of Pennsylvania befindet sich hier.

## Söhne und Töchter der Stadt
- Frank Jarvis (1878–1933), Leichtathlet und Olympiasieger
- Viola Liuzzo (1925–1965), Bürgerrechtlerin
- Timi Garstang (* 1987), Leichtathlet